# Personnages de Diablo

Cette page liste les différents personnages non joueurs du monde vidéoludique de Diablo : Diablo, Diablo: Hellfire, Diablo II, Diablo II: Lord of Destruction, Diablo III et Diablo IV.
Les versions PC de Diablo et Diablo: Hellfire n’existent pas en langue française.

## DiabloetDiablo: Hellfire

### Adria la Sorcière (Adria The Witch)
Adria est une sorcière qui habite non loin de Tristram et vend des objets magiques aux aventuriers. On ne sait pas ce qu’elle est devenue pendant ou après la destruction de Tristram.
Dans Diablo III, il est révélé qu'Adria est la mère de Léah (le père étant Aidan, l'aventurier du premier jeu Diablo). Adria est au service de Diablo et aide celui-ci à revenir grâce à la pierre d'âme noire.

### Prince Albrecht
Le prince Albrecht est le plus jeune fils du Roi Leoric. Enlevé par l’Archévèque Lazarus sans que personne le soupçonne, il est emmené auprès de l’âme de Diablo, qui s’empresse de se nourrir de la peur du jeune adulte pour s’emparer de son corps, afin d’exister physiquement. À la fin du jeu, lorsque le joueur a vaincu Diablo, il retire la pierre d’âme de son front, ce qui inverse la transformation et fait réapparaître le Prince Albrecht, agonisant, mais unique spectateur de la corruption du joueur par la pierre d’âme de Diablo fraîchement retirée.

### Le Boucher (The Butcher)
Le Boucher est un monstre sanguinaire apparenté aux Overlords (une classe de monstre que le joueur peut rencontrer durant le jeu), qui réside dans une chambre jonchée des cadavres des villageois de Tristram qui ont participé à la fausse expédition de l’Archévèque Lazarus pour retrouver le Prince Albrecht. Ce puissant boss fait partie d’une quête non-obligatoire en mode multijoueur, que le joueur peut obtenir en parlant à un villageois rescapé, mais agonisant, devant l’entrée de la cathédrale. Sa chambre personnelle se trouve toujours au niveau 2. Il est connu pour faire très mal au corps à corps, mais la meilleure stratégie pour le tuer est de s’enfermer dans une salle dont l’un des murs est une grille (à travers lequel le joueur pourra attaquer à l’arc ou lancer des sorts), puisque le Boucher ne peut ouvrir aucune porte. Lorsqu'il meurt, et en mode solo, il donne une arme unique, la Butcher’s Cleaver.
Nous retrouvons ce monstre dans le premier acte de Diablo III où nous apprenons qu'il ne s'agit pas d'un monstre unique mais d'une race.[style à revoir]
Dans le jeu Warcraft III: The Frozen Throne, le Boucher apparaît dans l’avant-dernier scénario de la campagne des Elfes de Sang et aussi dans la seconde mission des morts-vivants en tant que boss de fin. Aux ordres d’un démon, et retranché dans une salle remplie de cadavre, c’est un clin d’œil que les différentes équipes de Blizzard se sont fait, Blizzard étant l’éditeur à la fois de Diablo et de Warcraft.

### Deckard Cain
Deckard Cain est un personnage central de l’intrigue de l’univers de Diablo. Se présentant d’abord comme l’Ancien du village (Cain The Elder) qui connaît beaucoup d’histoires et qui peut identifier les objets pour 100 pièces d’or l’unité. Il révèlera au joueur sa véritable identité vers la fin du premier acte de Diablo, celle du dernier membre de l’ordre Horadrim.
Durant la destruction de Tristram, Deckard Cain est fait prisonnier, et seule l’intervention du joueur dans Diablo II lui permet d’être le seul survivant de la destruction (à noter que si le joueur décide de ne pas sauver Deckard Cain durant l’Acte I, celui-ci sera présent à Lut Gholein à l’Acte II et indiquera au joueur qu’il a été sauvé de justesse grâce à des rogues faisant partie de l’équipe de Kashya. Cain ne proposera alors pas d’identifier gratuitement les objets du joueur, allant même jusqu’à faire payer l’identification des objets plus cher que ce que cela aurait coûté en achetant le même nombre de parchemins d’identification).
Il meurt dans le premier acte de Diablo III, tué par Maghda, la sorcière qui dirige la Cabale.

### Diablo
Diablo, le seigneur de la terreur, est un des trois principaux démons régnant sur les enfers du monde de Sanctuary. Celui-ci et ses frères Baal et Mephisto furent jadis bannis des enfers par leurs subordonnés puis exilés dans le monde des hommes. Ils semèrent alors la discorde et la destruction dans les royaumes de l'Orient jusqu'à ce qu’un clan de mages appelés les Horadrims et menés par l'archange Tyraël réussissent à les vaincre. Les Horadrims enfermèrent alors les trois démons dans des « pierres d’âmes » qui furent ensuite cachées dans trois forteresses aujourd'hui oubliées. Lorsque le roi Léoric s'installe dans l'ancien monastère Horadrims dans lequel Diablo avait été enfermé, le démon se réveille et s'insinue peu à peu dans les cauchemars du conseiller du roi jusqu'à réussir à forcer celui-ci à retrouver la « pierre d'âme » et à la briser. Libéré de sa prison, Diablo parvient ensuite à corrompre le roi Léoric mais ne réussit pas à prendre possession de son corps. Diablo persuade néanmoins le roi de se lancer dans des guerres inutiles et profite de son absence pour faire enlever le fils du roi afin de prendre possession de son corps puis transforme peu à peu les cauchemars de celui-ci en créatures démoniaques qui vont envahir les souterrains du monastère. Son contrôle sur le jeune prince étant total, Diablo parvient enfin à reprendre sa forme d’origine.

### Farnham Le Poivrot (Farnham The Drunk)
Farnham Le Poivrot n’apporte aucune aide au joueur dans Diablo, ses dialogues étant principalement comiques. Son plongeon dans l’alcool a été provoqué par une lente folie occasionnée par sa découverte des monstres dans le monastère, ainsi que l’emprise légère du Mal sur son esprit. Il a certainement été tué durant la destruction de Tristram.

### Gillian la Serveuse (Gillian the barmaid)
Gillian est une des serveuses de la Taverne du Soleil Levant (Tavern Of The Rising Sun) d’Ogden. Elle a décidé de rester à Tristram pour s’occuper de sa grand-mère, et n’apporte aucune information utile au joueur. On peut penser qu'elle a été tuée durant la destruction de Tristram. Pourtant, dans le livre Diablo III : L'Ordre, on apprend que Gillian est partie pour Caldeum.

### Griswold
Griswold est le forgeron de Tristram. Il vend des armes et armures magiques ou non au joueur, et est capable de les réparer pleinement. Il pourra aussi donner deux quêtes au joueur durant son exploration dans la cathédrale. Lors du massacre de Tristram, Griswold est converti en un mort-vivant très solide, mais aussi très lent.

### Inarius
Inarius est un Ange du Bien dont l’histoire est narrée dans le manuel de Diablo. Il est le premier ange à descendre sur Terre, et se fait bâtir une cathédrale en son honneur. Cherchant la renommée, lui et ses fidèles mènent plusieurs attaques contre le Temple de Mephisto et de ses démons, et, furieux des échecs subis, ces derniers parviennent à les capturer. Ils sont lourdement torturés, Inarius se fait retirer ses paupières et est enchaîné dans une cathédrale de miroirs, le contraignant à regarder son corps mutilé jusqu’à la fin des temps. Quant à ses fidèles, ils sont devenus les Overlords que le joueur peut rencontrer durant le jeu. Dans Diablo III, on apprend que lui et une démone nommée Lilith sont à l'origine de la race des Néphalem. En effet ces derniers, fatigués de l’Éternel Conflit (guerre sans fin entre les Cieux et les Enfers pour la possession de la Pierre-Monde), créèrent une retraite appelée Sanctuaire dans laquelle démons et anges purent se réfugier afin d'éviter la guerre. Ils dérobèrent la Pierre-Monde afin de cacher Sanctuaire de la guerre, et ainsi de l'union des démons et anges reclus dans Sanctuaire naquit la première race humaine, les Néphalem.

### Lachdanan
Lachdanan est le meilleur chevalier et fidèle du Roi Léoric. Envoyé par le Roi Léoric dans une bataille suicidaire contre le Royaume de Westmarch, Lachdanan sort victorieux, mais à son retour à Tristram, il comprend que le Roi est irrémédiablement possédé par le Mal, et après avoir tué les guerriers corrompus du Roi, parvient à tuer ce dernier, mais le valeureux chevalier subit une malédiction du Roi durant son dernier souffle, qui le contraint à la damnation éternelle pour l’avoir trahi. Dans Diablo, le joueur peut rencontrer Lachdanan en Enfer, et celui-ci lui demandera alors de trouver un Elixir Doré (Golden Elixir) qui lui permettra de trouver enfin le repos éternel,.

### Roi Léoric (King Leoric)
Le Roi Léoric, connu par la suite comme le Roi Sombre (Black King), et finalement le Roi Squelette (Skeleton King), est le Roi de la Contrée de Khanduras. C’est un fidèle de la religion Zakarum qui a réussi à s’autoproclamer Roi en affichant les meilleures qualités d’un Roi et en défendant une noble religion. À son apogée, il décide d’installer sa cour dans un ancien monastère Horadrim dans lequel est enfoui la pierre d’âme de Diablo (mais personne ne le savait). De là, le village de Tristram naît et s’étend (dans le jeu, Tristram n’est pas bien grand, ce qui peut sembler contradictoire aux récits du manuel et des différents joueurs, mais n’oublions pas que le Mal est passé par là, en plus de guerres désastreuses).
Dans le même temps de son implantation, Diablo commence à reprendre des forces, et parvient à attirer l’Archévèque Lazarus, le bras droit du Roi Léoric, dans les profondeurs du monastère, pour finalement découvrir la pierre d’âme et la briser, ce qui délivre Diablo et en fait très rapidement son premier converti. Mais Diablo a besoin d’un corps, et son choix se porte sur l’homme possédant la plus puissante vigueur, le Roi Léoric. L’influence de Diablo se fait de plus en plus oppressante sur l’esprit du Roi Léoric, mais la bête ne parvient pas à le contrôler complètement. La nouvelle transformation du Roi Léoric, physique comme mentale, fait que son peuple le surnomme alors le Roi Sombre.
Lazarus, comprenant que le Roi Léoric ne sera pas une enveloppe intéressante pour Diablo, concocte un nouveau plan. Il fait croire au Roi Léoric que le Royaume de Westmarch envisage d’annexer le Royaume de Khanduras par tous les moyens, ce qui lui permet de faire déclarer la guerre entre les deux Royaumes. Ainsi, les troupes du Roi Léoric seront décimées par la puissante armée de Westmarch, et les villages détourneront leurs attentions portées sur lui.
Malheureusement pour Diablo, l’esprit du Roi Léoric ne cède pas à son influence, et il doit se résoudre à l’abandonner dans un état mental délabré. Son regard se porte désormais sur son fils, le Prince Albrecht, qu’il contrôle très rapidement. Lorsque le Roi Sombre découvre que son fils a disparu, il atteint un nouveau palier dans la démence et se met à exécuter énormément de villageois, soupçonnant leur participation à l’enlèvement.
Le chevalier Lachdanan, un lieutenant qui a survécu à la désastreuse guerre des Royaumes, revient au monastère, et, découvrant les atrocités du Roi, parvient à le tuer. Le Roi Léoric existe désormais en tant que Roi Squelette dans les profondeurs du monastère, et dans Diablo, le joueur peut avoir pour quête optionnelle de le tuer, lui et sa petite armée de squelettes. Sa mort permet, en mode solo, d’obtenir la Couronne des morts-vivants (Undead Crown), un objet unique qui permet de voler la vie des monstres touchés.

### Na'Krul
Na'Krul est un démon envoyé en exil par Diablo après s’être rebellé contre celui-ci. C'est le principal démon que l'on affronte dans l'extension de Diablo: Hellfire.

### Ogden le Tavernier (Ogden the Tavern Owner)
Ogden est gérant de la Taverne du Soleil Levant (Tavern Of The Rising Sun). Il connaît quelques histoires, dont certaines peuvent être des quêtes pour le joueur, et c’est lui qui explique la situation au joueur, dès son arrivée à Tristram (le début du jeu),. Sa mort dans la destruction de Tristram est symbolisée par un cadavre à son emplacement.

### Pepin le Guérisseur (Pepin the Healer)
Pepin le Guérisseur est capable de soigner les points de vie du joueur, et propose à la vente de nombreuses potions de soin. Il intervient dans quelques quêtes, et on suppose qu’il est mort durant la destruction de Tristram.

### Wirt (Wirt The Peg-Leg)
Wirt est un jeune adulte qui a une jambe de bois, à cause de sa participation à la fausse expédition de l’Archévèque Lazarus. Il doit sa survie à Griswold. Il fait désormais dans la vente d’objets qu’il a récupérés dans l’exploration du monastère. Durant le jeu, il révélera au joueur qu’il souhaite en fait récolter suffisamment d’argent pour partir avec Gillian loin de Tristram… Mais sait-elle que Wirt a une jambe en moins, ?
Dans Diablo II, Wirt est mort durant la destruction de Tristram, et en cliquant sur son corps, le joueur obtient de l’or et sa jambe de bois, qui sert pour l’accès au niveau des vaches. Dans Warcraft III, on retrouve sa jambe dans les objets de campagne.
Il existe également dans Diablo III un objet magique bleu qui a la particularité d'être d'une arme possédant la capacité « +X% de chances supplémentaires de trouver des objets magiques » et « +X% de chances de découvrir de l'or supplémentaire » qui s'intitule « La première jambe de Wirt ».
Un autre objet, disponible à l'achat chez la morveuse acte 2, « La cloche de Wirt », est un élément indispensable pour pouvoir accéder au monde des poneys de Diablo III.

## DiabloIIetDiabloII:Lord of Destruction

### Akara
Akara est la Haute Prêtresse de l’Œil Aveugle, et la dirigeante spirituelle du camp des Rogues. Elle soigne la vie et le mana du joueur, et vend des potions et de nombreux objets destinés aux nécromanciens, aux sorcières, et aux paladins.

### Alkor
Alkor est un alchimiste des Quais de Kurast, à l’Acte III. Il intervient dans plusieurs quêtes, et est le personnage qui peut parier avec le joueur.

### Andarielle
Andarielle, maîtresse de l'angoisse, est un des Démons Inférieurs, qui a envahi le monastère des Rogues, passage obligé pour traverser les montagnes permettant d’aller vers l’Est. Elle a corrompu bon nombre des Rogues de l’Œil Aveugle, et est bien décidée à empêcher tout aventurier de poursuivre le Sombre Voyageur. 
Entre sa mort dans Diablo II et avant les événements de Diablo III, son âme a été capturé dans la pierre d'âme noire comme celles des autres démons primordiaux avant que celle-ci ne soit absorbée par Diablo le transformant en l'unique Démon Primordial.
Après la destruction de la Pierre à la fin de Diablo III et avant les événements de Diablo IV, Andarielle a réussi comme ses frères à se séparer de Diablo et se réincarner.

### Anya
Anya est la fille d’un des Anciens d’Harrogath, la ville de l’Acte V. Elle découvre la trahison de Nihlathak, et celui-ci l’emprisonne dans une gangue de glace dans la montagne. L’une des quêtes de l’Acte V consiste à libérer Anya. Lorsque c’est fait, on découvre que Nihlathak a pris la fuite. Anya prend sa place parmi les PNJ : elle permet de parier et peut acheter et vendre des objets.

### Asheara
Asheara est la cheftaine des mercenaires des Quais de Kurast. Elle propose aussi quelques objets à la vente.
Dans Diablo III, Asheara est la cheftaine des Loups de Fer, des mercenaires évoluant dans l'acte 2.

### Atma
Atma dirige une taverne à Lut Golhein. Son mari et son fils ont été tués par Radament, un puissant mort-vivant, et elle vous demandera de tuer ce monstre pour venger leurs morts.

### Baal
Baal, le seigneur de la destruction, est un des trois principaux démons régnant sur les enfers du monde de Sanctuary. Celui-ci et ses frères Diablo et Mephisto furent jadis bannis des enfers par leurs subordonnés puis exilés dans le monde des hommes. Ils semèrent alors la discorde et la destruction dans les royaumes de l'Orient jusqu'à ce qu’un clan de mages appelés les Horadrims et menés par l'archange Tyraël réussissent à les vaincre.
Cette victoire fut toutefois amère car la pierre d’âme devant enfermer Baal fut détruite au cours de l'affrontement. Afin de pouvoir sceller le démon, Tal Rasha, un très puissant mage se proposa pour être le réceptacle de l’âme de Baal, puis il fut enfermé dans un tombeau dans le désert.
Par la suite lors de son réveil, Diablo parvient à retrouver son frère Baal et à le libérer de son tombeau, ce dernier étant devenu extrêmement puissant car il a pris possession du mage Tal Rasha et de ses connaissances magiques, ces dernières lui permettront de découvrir l’existence d'une relique cachée dans le grand nord sous le mont Areat et qui permettrait de dominer le monde.

### Bartuc
Bartuc est le frère d’Horazon, deux grandes figures du clan Vizjerei, et qui étaient intéressés par l’étude de la magie maléfique. Mais Bartuc fut absorbé par le camp maléfique, et devint rapidement avide de tout pouvoir de destruction. Il tue finalement son frère Horazon, et l’on n’entendit plus jamais parler de lui, ne laissant qu’un clan Vizjerei dissout. À la fin de l’Acte V, le joueur affronte Bartuc le sanglant lors de la troisieme vague d'invocation avant le combat contre Baal.

### Bishibosh
Bishibosh est un chaman déchu (classe de monstres) présent dans les Plaines gelées à l'acte I. Il est situé en plein milieu d'un camp de déchus, et, insensible au feu, il peut ramener à la vie les autres chamans déchus s'ils sont tués.

### Blood Raven
Blood Raven, anciennement connue sous le nom de capitaine Moreina est l'un des trois héros (le personnage jouable de la classe « rogue ») ayant vaincu Diablo dans le premier jeu. C'était l'une des meilleures Rogues des Sœurs de l’Œil Aveugle, mais elle est finalement tuée et ressuscitée dans une version corrompue par Andarielle à la suite des événements de Tristram. Elle s’est installé au Cimetière, et est capable de ressusciter les morts pour qu’ils aillent attaquer le joueur.

### Charsi
Charsi est la forgeronne du camp des rogues, et originaire des tribus barbares. Elle permettra au joueur d’acheter ou de réparer son équipement. Elle est aussi à l’origine de la quête du Marteau d’Horadrim.

### Colenzo
Colenzo l'annihilateur est un chaman perverti (classe de monstres), c'est un des boss spéciaux que fait apparaître Baal dans le Trône de la destruction, à la fin de l'acte V. Il est entouré soit par de simples guerriers pervertis, soit par d'autres chamans pervertis qu'il peut ramener à la vie s'ils sont tués. 

### La Comtesse
La Comtesse est la cheftaine de la Tour Oubliée, une quête optionnelle (quatrième quête) que le joueur peut faire à l’Acte I (la tour se trouve au Marais Sombre). Les récits de l’Acte I parlent d’une Comtesse qui se baignait dans le sang d’une centaine de vierges sacrifiées, et qui a été finalement emmurée dans sa tour. C’est une analogie directe à la sanglante histoire d’Élisabeth Báthory qui a existé.

### Corrupteur d'âmes
Corrupteur d'âmes est un seigneur venin (classe de monstres) qui apparaît à la fin de l'acte IV. C'est l'un des trois boss spéciaux qui apparaissent quand le joueur ouvre les cinq sceaux du Sanctuaire du chaos et qu'il faut vaincre pour faire apparaitre Diablo. Il est très rapide et entouré d'autres seigneurs venins.

### Deckard Cain
Voir plus haut, dans les personnages de Diablo.

### Drognan
Drognan est un alchimiste de Lut Gholein, et, outre son utilité dans la quête principale en effectuant quelques recherches sur le Tombeau de Tal Rasha, ne découvrant que l’existence du Sanctuaire des Arcanes, peut vendre au joueur des objets magiques pour les nécromanciens, les élémentalistes, et les paladins, en plus des traditionnels potions et parchemins.

### Duriel
Duriel, le Seigneur de la Douleur, est un énorme cloporte doté de pattes ravisseuses très puissantes, et est le gardien de la chambre funéraire de Tal Rasha après le passage du Sombre Voyageur et de Marius, qui lui a permis de libérer Baal qui contrôle alors le corps de Tal Rasha. Duriel a pour but d’empêcher la fuite de l’archange Tyraël, enchaîné dans la chambre après sa défaite contre les deux frères.
Dans les versions les plus récentes de Diablo II (probablement dès la version 1.07, c’est-à-dire la version de base de Diablo II: Lord of Destruction), les caractéristiques de Duriel ont été augmentées, ce qui en fait un boss très fort (notamment par sa capacité à ralentir par le froid le joueur qu’il touche, ainsi que sa vitesse d’attaque), forçant les joueurs à jouer davantage à l’Acte II pour améliorer leur personnage et obtenir de meilleurs objets. Un autre problème, connu des personnes jouant avec une configuration matérielle restreinte, est lors de la transition entre le Tombeau de Tal Rasha (la zone où il faut déposer le Bâton Horadrim), et la chambre funéraire de Tal Rasha, là où se trouve Duriel. Durant cette transition où l’écran devient noir, Duriel a le temps de lancer une attaque sur le joueur, sans que celui-ci le voie. Par contre, il l’entend dans ses enceintes, ce qui n’est pas agréable à savoir.
Entre sa mort dans Diablo II et avant les événements de Diablo III, son âme a été capturé dans la pierre d'âme noire comme celles des autres démons primordiaux avant que celle-ci ne soit absorbée par Diablo le transformant en l'unique Démon Primordial.
Après la destruction de la Pierre à la fin de Diablo III et avant les événements de Diablo IV, Duriel a réussi comme ses frères a se séparer de Diablo et se réincarné.

### Elzix
Elzix est un ancien bandit du désert de Lut Gholein qui s’est rangé, et vend désormais des armes au joueur, et est aussi le personnage de l’Acte II à pouvoir parier avec le joueur. Selon ses propres dires, il a perdu un œil, une jambe et un bras du temps où il était bandit.

### Fara
Fara est la forgeronne de Lut Gholein. Elle a reçu une formation de paladin auprès du Temple Zakarum (du temps où l’ordre était encore bon), ce qui lui confère une attitude naturelle à aimer l’autre et à discourir poliment. Elle est aussi guérisseuse : le niveau de vie des héros revient au maximum lorsqu’ils s’adressent à elle.

### Flavie
Flavie est une Rogue de l’Acte I. C’est l’un des deux seuls PNJ alliés placés en dehors des villes (l’autre étant Hadriel). Elle se trouve postée au passage entre la Lande Sanglante et les Plaines Gelées. Elle peut décocher des flèches sur les monstres à proximité mais ne peut quitter son poste.

### Le Forgeron
Le Forgeron est un armurier démoniaque qui a choisi de travailler au Monastère des Rogues. Il garde un artefact utile à tout bon forgeron, le Marteau d’Horadrim (cinquième quête de l'Acte I). Physiquement, c’est un Overlord (classe de monstre de Diablo) graphiquement amélioré.

### Geglash
Geglash est un pilier de la taverne d’Atma, en plus d’être un des mercenaires de Greiz, le capitaine des mercenaires de la ville. Geglash n’aime qu’une chose : boire. Il joue le même rôle inutile, mais comique, que Farnham le Poivrot dans Diablo.

### Gheed
Gheed est un commerçant qui s’est retrouvé bloqué au camp des rogues de l’Acte I à cause de l’apparition des monstres. Warriv le décrit comme un escroc qui ne souhaite que l’argent du joueur (son commentaire lorsque le joueur finit la quête de la Tour Oubliée est on-ne-peut-plus explicite[C'est-à-dire ?]). Lui-même se targue de pouvoir vendre n’importe quel objet utile au joueur. Il a une haine inexpliquée envers les nécromanciens, ce qui ne l’empêche pas de vendre à tous des objets plus chers que n’importe quel autre vendeur du jeu (fait vérifié dans les fichiers de données du jeu). Il est aussi le personnage qui peut parier avec le joueur.

### Grand vizir du chaos
Grand vizir du chaos est un invocateur de tempêtes (classe de monstres) qui apparaît lorsque l'on ouvre l'un des cinq sceaux du Sanctuaire du chaos à la fin de l'acte IV. C'est donc l'un des trois boss spéciaux qu'il faut détruire pour faire apparaître Diablo. Il possède des attaques développées de feu et y est insensible.

### Greiz
Greiz est le capitaine des mercenaires de Lut Gholein, engagé par Jerhyn, le sultan de Lut Gholein, pour contenir l’invasion des monstres dans son palais (chose qu’il ne dira jamais au joueur). Il a de l’admiration pour les prouesses du joueur, et l’invite fortement à recruter un de ses mercenaires (un paladin, efficace à l’Acte II si on l’équipe bien).

### Hadriel
Hadriel est un des deux seuls PNJ alliés postés en dehors des villes (l’autre étant Flavie). C’est un Ange qui se trouve à l’entrée du Sanctuaire du Chaos dans l’Acte IV. On ne sait absolument rien de lui, mais son apparence semble montrer qu’il pourrait être un des anges capturés lors de l’attaque d’Izual en enfer, il y a de cela bien longtemps. C’est lui qui indique au joueur comment faire apparaître Diablo. Il ne peut ni bouger ni combattre.

### Halbu
C’est le forgeron de la Forteresse de Pandémonium, à l’Acte IV. On ne sait rien d’autre de lui.

### Hephasto
Hephasto était un des Anges capturés lors de l’attaque de l’Enfer par Izual et ses troupes. Il était armurier pour ce dernier. Après sa conversion, il a rapidement gravi les échelles de la hiérarchie en Enfer, pour devenir l’armurier des Forges de l’Enfer. C’est lui qui possède le marteau nécessaire à la destruction de la pierre d’âme de Mephisto (deuxième quête de l'Acte IV).

### Horazon
Horazon n’est pas un personnage présent dans le jeu, mais il a de l’importance dans l’intrigue générale. Il est le frère de Bartuc, et ensemble sont deux grandes figures de l’ordre Vizjerei. Intéressés par l’étude de la magie maléfique, Bartuc est beaucoup plus absorbé par sa puissance. Il commence à renier son appartenance à l’ordre Vizjerei, et montre de plus en plus d’agressivité face à son frère Horazon. Le malheureux ne peut pratiquement rien faire contre la folie maléfique qui s’empare de lui. Entre-temps, l’ordre Horadrim parvient à capturer Baal et un des membres de cet ordre, Tal Rasha, se fait enfermer dans un des sept tombeaux du Canyon des Mages, avec la pierre d’âme de Baal enfoncé dans son corps, emprisonnant à jamais le Seigneur de la Destruction. Horazon compile des informations sur l’existence des sept tombeaux et du Canyon des Mages dans un journal. La folie de Bartuc atteint un point de non-retour, car il tue Horazon et beaucoup d’autres membres de l’ordre Vizjerei, provoquant sa chute. Bartuc s’enfuit, et est laissé pour mort aux yeux et aux oreilles des historiens et des conteurs. Ce n’est que beaucoup plus tard qu’un ancien membre sans réelle puissance de l’ordre Vizjerei, qui se fait appeler L’Invocateur, met la main sur le journal d’Horazon, et découvre l’existence du Canyon des Mages, mais surtout, du Sanctuaire des Arcanes, un des passages obligés vers le Canyon, et qu’il est désireux d’aller contrôler dans son intégralité.

### Hartli
Hartli est le forgeron des Quais de Kurast, et utilise de la magie dans sa forge pour créer des armes plus puissantes.

### L'Invocateur
Son nom n'est jamais cité dans le jeu, mais il s'agit de Jazreth, mage de l’ordre Vizjerei (le même ordre que Bartuc et Horazon), et l'un des trois combattants ayant vaincu Diablo dans le premier jeu (le personnage jouable de la class « mage »), corrompu à la suite des évènements de Tristram. Le jeu ne le dit pas explicitement, mais le journal d’Horazon a certainement été volé par ce mage, ce qui lui a permis d’accéder au Sanctuaire des Arcanes, en passant par le palais de Jehryn et en laissant volontairement le portail d’accès au Sanctuaire ouvert, permettant aux démons d’envahir le palais. L’invocateur semble rechercher le contrôle du Sanctuaire des Arcanes, mais le joueur mettra un terme à son désir en le tuant (quatrième quête de l'Acte II). Deckard Cain parle de lui comme d’un imposteur, tout en affirmant, lorsque le joueur le tuera, que son âme sera probablement poussée en enfer par les démons du Sanctuaire qu'il essayait de dominer.

### Izual
Izual était, du temps du conflit éternel du Bien contre le Mal, un des meilleurs lieutenants de l’armée du Bien, et le porteur de la légendaire épée, Irebleu (Azurewrath), ravageuse contre tout démon. Il était aussi un des meilleurs amis de l’archange Tyraël. Lors d’une attaque massive ratée (il avait sous-estimé l’impressionnante armée démoniaque) pour empêcher la fin de la construction de l’équivalente maléfique d’Azurewrath, la dénommée Shadowfang, Izual est capturé, comme beaucoup d’Anges. Les trois frères, Diablo, Baal et Mephisto, le torturent et obtiennent de lui énormément d’informations, notamment sur le fonctionnement des pierres d’âme, et la façon de les corrompre. Les trois frères décident alors de l’emprisonner dans le corps d’un démon particulièrement solide, celui que le joueur doit affronter pour assurer le salut d’Izual (première quête de l'Acte IV). Ceci fait, Izual explique au joueur ce qui lui est arrivé et ce qui a permis à Diablo et ses frères de se libérer des pierres d’âme.

### Jamella
Jamella est une vendeuse d’objets magiques dans la Forteresse de Pandémonium. Elle est aussi le personnage qui peut parier avec le joueur.

### Jerhyn
Jerhyn est le dirigeant de Lut Gholein, certainement le fils d’un sultan. À l’arrivée du joueur dans sa ville, il lui cache les événements qui ont eu lieu dans son palais, c’est-à-dire l’apparition des monstres et le massacre des résidents de son Harem. Préférant au début utiliser secrètement les services de Greiz et de ses mercenaires, les prouesses faites par le joueur et l’aide donnée par Drognan convainquent Jerhyn de le laisser entrer dans le palais.  Son autorité est certaine, le marin Meshif, par exemple, ne conteste jamais ses ordres de ne pas quitter le port tant que la situation ne le permet pas, et aussi, de devoir emmener le joueur vers les Quais de Kurast.

### Kaelan
Kaelan est un PNJ au rôle vraiment mineur. C’est un garde du palais de Jerhyn à Lut Gholein, la ville de l’Acte II. Il bloque totalement l’entrée du palais jusqu’à ce que Jerhyn donne l’autorisation d’entrer.

### Kashya
Kashya est une des Rogues gradées du camp des Rogues qui a survécu au massacre du monastère des Rogues. C’est elle qui permettra au joueur de recruter de ses rogues lorsqu’il aura tué Blood Raven (deuxième quête de l'Acte 1).

### Larzuk
Larzuk est le forgeron de la ville de l’Acte V, Harrogath. Il peut réparer et acheter les objets, et il vend certains types d’objets (armes et armures principalement). Il peut aussi ajouter une châsse à vos objets afin de pouvoir ensuite y sertir une gemme, une rune ou un joyau (après avoir réussi première quête de l'Acte V).

### Lysander
Lysander est un habitant de Lut Gholein spécialisé dans la vente de potions. Son audition est sérieusement amochée, certainement dû à son âge avancé ou d’une de ses préparations qui a explosé car il nous dit que toutes ses potions ne peuvent faire que du bien si elles n’explosent pas.

### Malah
Malah est la guérisseuse de la ville de l’Acte V, Harrogath. Cette vieille femme guérit les bulles de vie et de mana, peut acheter les objets et vendre certains d’entre eux (parchemins, baguettes, potions).

### Marius
Marius est le narrateur central de l’intrigue de Diablo II. C’est grâce à lui que le joueur (vous, pas l’avatar dans le jeu) apprend ce qui est arrivé lors de la traversée vers les Enfers du Sombre Voyageur.
Marius vit au monastère des Rogues, sans vraiment que l’on apprenne son rôle, et réussit à prendre la fuite lors de l’arrivée du Sombre Voyageur et de la levée des démons. Réfugié dans une auberge non-loin du monastère, son traumatisme et ses cauchemars récurrents l’empêchent de vraiment savoir quoi faire. Un soir, le Sombre Voyageur s’arrête à la même auberge, et, découvrant à nouveau la présence de démons qui ont repéré la présence de Diablo dans ce corps, parvient à quitter l’auberge sain et sauf, mais tombe nez à nez avec le Malin, qui l’oblige alors à faire le voyage avec lui jusqu’au Tombeau de Tal Rasha. C’est durant le combat avec Tyraël que Marius, l’esprit étant « brouillé » soit par Diablo soit par Baal, voit le mage Tal Rasha le suppliant de le libérer, ce que Marius fait, libérant donc la pierre d’âme du corps de Tal Rasha et permettant ainsi à Baal d’en prendre pleinement possession. Il comprend alors son erreur en même temps que Diablo ou Baal le libère de son contrôle, n’ayant plus besoin de lui. Tyraël, ayant vu trop tard l’évènement, fait comprendre à Marius son erreur et lui ordonne d’atteindre les Forges de l’Enfer et de détruire une bonne fois pour toutes la pierre d’âme de Baal. Mais il n’accède pas à la porte d’accès aux Enfers, et finit dans un asile, avec la pierre d’âme en sa possession.
Connaissant le danger de laisser la pierre d’âme à la disposition de n’importe qui, Baal, se faisant passer pour l’archange Tyraël, rend visite à Marius dans sa cellule, et, après avoir écouté toute l’histoire, parvient à récupérer la pierre d’âme, pour ensuite lui montrer sa vraie nature, et mettre le feu à l’asile tout entier. C’est sur cette cinématique infernale que Diablo II s’arrête, laissant entendre, à l’époque, qu’une suite consacrée à la poursuite de Baal allait être prévisible. Ce sera chose faite avec Diablo II: Lord of Destruction.

### Mephisto
Mephisto, le seigneur de la haine, est un des trois principaux démons régnant sur les enfers du monde de Sanctuary. Celui-ci et ses frères Diablo et Baal furent jadis bannis des enfers par leurs subordonnés puis exilés dans le monde des hommes. Ils semèrent alors la discorde et la destruction dans les royaumes de l'Orient jusqu'à ce qu’un clan de mages appelés les Horadrims et menés par l'archange Tyraël réussissent à les vaincre. Les Horadrims enfermèrent alors les trois démons dans des « pierres d’âmes » qui furent ensuite cachées dans trois forteresses aujourd'hui oubliées.
La pierre d’âme de Mephisto fut cachée chez les paladins du Zakarum ; mais au fur et à mesure que le temps passa, ce dernier distilla sa haine dans le cœur des paladins, les poussant à aller combattre les infidèles.
Entre sa mort dans Diablo II et avant les événements de Diablo III, son âme a été capturé dans la pierre d'âme noire comme celles des autres démons primordiaux avant que celle-ci ne soit absorbée par Diablo le transformant en l'unique Démon Primordial.
Après la destruction de la Pierre à la fin de Diablo III et avant les événements de Diablo IV, Mephisto a réussi comme ses frères a se séparer de Diablo.
Dans Diablo IV, sous sa forme de loup, il guide le joueur sur son territoire et propose de garder la pierre d'âme qui doit être utilisé sur Lilith, cependant c'est lui qui se retrouve enfermé dans la pierre et commence à corrompre sa gardienne, annonçant le retour du Seigneur de la Haine sur Sanctuaire dans un futur proche.

### Meshif
Meshif est un navigateur qui possède un bateau. Natif de Kurast, il fait souvent le trajet Kurast - Lut Gholein, mais avec les événements démoniaques, il est contraint d’attendre la permission de Jerhyn, le dirigeant de Lut Gholein, avant de pouvoir repartir à Kurast (dont il ne sait pas encore qu’elle a été grandement détruite).
Celui ci meurt dans Diablo IV dans l'oasis d'Elias.

### Natalya
Natalya est un des personnages les plus mystérieux de Diablo II, à l’époque où aucune information n’avait été donnée sur l’extension Lord of Destruction. Elle se trouve aux Quais de Kurast, et, selon ses dires, attend les ordres de ses supérieurs avant de partir. Deckard Cain parle d’elle comme d’une des membres de l’ordre Khral-Harzhek, des traqueurs de magiciens maléfiques. En l'interrogeant à différents moments de l'avancée au cours de l'acte III, on apprend qu'elle est secrètement chargée par son ordre de surveiller les activités de Ormus dont elle ne connait pas les desseins mais n'ignore pas la puissance. Natalya évoque lors d'un dialogue qu'elle se doute que son suspect fait mine d'être fou sans l'être réellement. Elle finit par disparaitre au cours de l'avancée dans l'acte III sans donner au joueur ses conclusions, probablement après avoir compris que Ormus n'etait finalement pas un mage maléfique. Physiquement, elle ressemble énormément à un Assassin de Diablo II: Lord of Destruction, mais ceux-ci font partie, historiquement, de l’ordre Viz-Jaq’taa, fondé en réponse au conflit des deux frères Bartuc et Horazon, afin d’éviter que tout débordement catastrophique ne survienne dans les ordres de Mage. L’histoire est donc la même, seul le nom a changé.

### Nihlathak
Nihlathak est un nécromancien, un des anciens d’Harrogath qui a survécu lors du sacrifice collectif des anciens afin de créer une barrière magique empêchant tout ennemi de franchir les murs de la ville. En fait, Nihlathak a lourdement triché, car il a fait un pacte avec Baal : en échange d’une relique lui permettant d’accéder à la Pierre-Monde sans avoir à affronter les trois anciens qui protègent l’accès, Baal épargne Harrogath.
Nihlathak se trouve d’abord à Harrogath. Antiphatique et dépressif, il est néanmoins le personnage qui peut parier avec le joueur. Plus tard dans l’exploration de l’Acte V, le joueur découvrira qu’Anya, la fille d’un des anciens, a été emprisonnée par Nihlathak dans de la glace magique. Après avoir libéré Anya, le joueur doit aller affronter le nécromancien dans son repaire, mais sa mort ne servira à rien (sauf à soulager le joueur et Harrogath d’avoir fréquenté un traître), car Baal a obtenu la relique (quatrième quête de l'Acte V).

### Ormus
Ormus est un mage et vendeurs d’objets magiques des Quais de Kurast. Il parle de lui à la troisième personne et prétend avoir été autrefois un grand mage. Il peut soigner les points de vie et de mana du joueur.

### Qual-Kehk
Qual-Kehk est le chef de guerre de la ville de l’Acte V, Harrogath. C’est à lui qu’il faut s’adresser pour engager des mercenaires.

### Rakanishu
Rakanishu est le boucher (une classe de démons) protecteur des Pierres de Cairn, au Champ de Pierres, à l’Acte I.
Dans Diablo III, la lame de Rakanishu (objet magique bleu), est un objet indispensable pour accomplir un haut-fait, même s'il semble qu'un bug empêche d'achever ce haut-fait.

### Shenk le Surveillant
Shenk est le général de l'armée démoniaque de Baal qu'il faudra affronter en sortant d'Harrogath à l'Acte V.

### Sombre Voyageur
Le Sombre Voyageur (ou le Rôdeur, selon les traductions), cité durant les premiers actes, et que l’on rencontre brièvement au tout début de l’Acte III, n’est en fait que le personnage joueur de la classe « guerrier » de Diablo. Après le meurtre de la bête dans son repaire, le joueur, espérant réussir à contrôler l’esprit de Diablo enfermée dans la pierre d’âme en l’emprisonnant dans son corps (donc, en se l’enfonçant dans le crâne), a échoué, et se fait rapidement contrôler par Diablo. Il part donc rapidement vers l’est en direction du Tombeau de Tal Rasha, afin de libérer Baal, un de ses deux frères.
Son premier passage marqué fut au monastère des Rogues, où la plupart des Rogues furent tuées ou converties, et où une petite armée de démons s’est levée à la venue de Diablo. Apparemment réconciliée avec lui (elle était, avec les trois autres démons mineurs, responsable de son exil vers Sanctuary), Andarielle est désormais la grande cheftaine du Monastère, et barre ainsi la route de l'Est aux aventuriers, empêchant toute poursuite du Sombre Voyageur.
Peu après la mise à sac du monastère, le Sombre Voyageur fait une halte dans une auberge, et, à son départ, y met le feu intégral. Il tombe sur Marius, un survivant du carnage du monastère des Rogues, qui n’a d’autre choix que de suivre le Mal.
Ensemble, ils réalisent une traversée vers l’Est, et atteignent enfin le premier but du Malin : le Tombeau de Tal Rasha, là où un ancien mage de l’ordre Horadrim, Tal Rasha, s’est fait volontairement enterrer avec la pierre d’âme de Baal enfoncée dans son corps. À son arrivée dans la chambre funéraire, le Voyageur se fait attaquer par l’archange Tyraël, et, profitant du contrôle de l’esprit simple Marius, lui fait retirer la pierre d’âme de Baal du corps momifié, mais vivant, de Tal Rasha, pendant que Tyraël se démène avec Diablo. Baal renaît alors dans le corps de Tal Rasha, et à deux, parviennent à battre Tyraël et à l’enchaîner au fond de la chambre funéraire de l’ancien mage Horadrim.
Les deux frères prennent alors la direction du Temple Zakarum, ancien lieu de pouvoir et de siège du clan Zakarum (aujourd’hui maudit et converti), à Travincal, dans la région forestière de Kurast, Royaume de Westmarch. Ils accèdent à la Prison de la Haine où est enfermé Mephisto, le troisième frère, contenu dans le corps de Sankekur, un haut placé dans la religion Zakarum. Enfin, la réunion des trois leur permet d’ouvrir une porte vers les Enfers, et d’affirmer à nouveau la direction générale des lieux. À ce moment-là, Diablo n’a plus besoin de l’apparence du Sombre Voyageur, et se laisse métamorphoser en l’énorme démon rouge que le joueur affrontera à l’Acte IV de Diablo II.

### Tal Rasha
Tal Rasha était le chef des Horadrims s'étant lancé à la poursuite de Diablo, Baal et Mephisto. Lors d’un combat entre lui et l’archange Tyraël contre Baal, la pierre d’âme du démon se cassa, Tal Rasha accepta le destin de devoir s’enfoncer le fragment de pierre d’âme dans le corps, et vivre dans cette situation de partage du corps avec l’esprit de Baal, enfermé dans l’un des sept tombeaux du Canyon des Mages, un lieu pratiquement introuvable, et avec son corps momifié, de surcroît (c’est durant cette vidéo que le joueur verra pour la première fois l’archange Tyraël).
Ce n’est que durant la bataille qui opposa le Sombre Voyageur à Tyraël que Marius retire le fragment de pierre d’âme du corps de Tal Rasha, permettant à Baal, beaucoup plus fort que l’ancien mage, de prendre possession de son corps et d’annihiler son esprit.

### Tyraël
Tyraël (nom inspiré de Týr, le dieu  de la justice supplanté par Odin dans la mythologie nordique) est un Archange au rôle très important dans l’intrigue. Il a aidé à l’emprisonnement des Trois Démons Supérieurs (une cinématique du jeu le montre en particulier présent lors de l’emprisonnement de Baal dans le corps de Tal Rasha). Il semble intervenir souvent pour aider les Humains, à la différence de la plupart des êtres célestes. Dans l’histoire, il intervient lorsque Diablo vient libérer Baal. À cause de Marius, il est battu par les deux frères Démons et se retrouve emprisonné dans le tombeau de Tal Rasha et gardé par Duriel. Il a eu le temps de charger Marius d’une mission (qui ne sera pas accomplie). Pour passer à l’Acte III, il faut vaincre Duriel et délivrer Tyraël.
Tyraël réapparaît à l’Acte IV, où il est présent parmi les PNJ de la ville. Il donne deux des trois quêtes de l’Acte. Après la mort de Diablo, il ouvre un portail vers l’Acte V (si l’extension est installée).
À noter que Marius, emprisonné dans un asile, prendra Baal pour Tyraël. Baal le laissera raconter son histoire, puis lui demandera la pierre d’âme et le tuera.
À la suite des événements de Diablo III, Tyraël choisira de devenir humain pour aider les Nephalems à vaincre Diablo dans le troisième opus de la licence.[pas clair]
Après que la mort de Diablo, Tyraël ne sera plus l'aspect de la justice mais celui de la sagesse.

### Warriv
Warriv est un maître de caravanes qui est bloqué au camp des Rogues à cause de la présence des démons dans toute la région. Il a souvent l’habitude de faire le trajet du monastère des Rogues jusqu’à Lut Gholein, et c’est comme ça qu’il dirige le joueur jusqu’au désert dès la fin du règne d’Andarielle et de sa troupe au monastère des Rogues.
Warriv voit d’un très mauvais œil Gheed et ses tarifs prohibitifs.
Le cadavre de Warriv peut être découvert tout au début de l'acte I de Diablo III avant d'arriver à l'ancienne Tristram. En cliquant sur son cadavre, on obtient un livre.

## DiabloIII

### Asmodan
C'est l'un des 4 démons inférieurs. Il est le seigneur du péché et de la désolation et l'un des principaux ennemis de Diablo dans la guerre civile des enfers.

### Auriel
Elle fait partie du conseil des Angiris. Elle représente l'aspect de l'espoir.

### Bélial
C'est l'un des 4 démons inférieurs. Il est le seigneur du mensonge et l'un des principaux ennemis de Diablo dans la guerre civile des enfers. Dans un combat, il se transforme sous sa vraie forme pouvant être une illusion.

### Cydaée
Elle se fait appeler demoiselle de luxure. Lieutenant d'Asmodan, elle est aussi sa compagne. 

### Ghom
Ghom est le seigneur de la gloutonnerie. C'est un des lieutenants d'Asmodan. Il sera défait lors de la bataille du Bastion de la Redoute.

### Imperius
Il fait partie du conseil des Angiris. Il représente l'aspect de la vaillance. Imperius est décrit comme un ange majestueux portant une longue robe rouge. On le reconnait aussi par sa cuirasse arborant l'insigne d'une épée flamboyante. Ces descriptions sont mentionnées dans le livre Veiled Prophet de la saga La guerre du pêché. 
Imperius est réputé pour sa très forte personnalité et son caractère agressif. Il méprise ouvertement les démons et tout ce qui se rapproche à l'Enfer. Mais il est très bien vu au Paradis et est considéré avec beaucoup de respect par les anges. 
Lorsque Sanctuaire est découvert par le Conseil Angiris, il est le premier à élever la voix contre son existence. Il considère l'homme comme une abomination polluée par la présence de sang de démon dans les veines. Il fait tout son possible pour que le monde caché soit détruit, mais il doit renoncer à la suite d'un vote demandé par Auriel et Tyraël. 
Même si le résultat de ce vote est en totale contradiction avec son opinion, il garde toujours une furieuse rancune contre l'homme.

### Iskatu
Iskatu est un démon unique au service de Diablo.

### Itheraël
Il fait partie du conseil des Angiris. Il représente l'aspect du destin. Itheraël est un ange habillé d'une robe verte et portant au bras un long rouleau de parchemin, où sont consignés passé, présent et futur.

### Leah
Nièce de Deckard Cain, elle est la fille d'Adria et de Aidan sous l'influence de Diablo. Elle possède de puissants pouvoirs qu'elle apprend à contrôler et dont on apprendra au fil de l'histoire, les origines.

### Maghda
Maghda est la chef de la cabale. Elle est elle-même au service de Belial. C'est elle qui a tué Deckard Cain.

### Malthaël
Il fait partie du conseil des Angiris. Il représente l'aspect de la sagesse. Il est devenu l'ange de la mort à la suite de la destruction de la Pierre-Monde.

### Rakanoth
Rakanoth est le seigneur du désespoir. À l'origine, il servait Andarielle. Il était aussi le gardien d'Izual en enfer. Il se ralliera à Diablo une fois celui-ci devenu le démon primordial.

### Zoltun Kulle
Zoltun Kulle était un humain membre de l'ordre des Horadrims. C'est lui qui a créé la pierre d'âme noire.

## Diablo IV

### Lilith
Lilith est une démone, fille de Mephisto. Lassée de la Guerre Eternelle entre anges et démons, elle fait partie des renégats qui ont fui et fondé le monde de Sanctuaire. Avec son amant, l'ange Inarius, Lilith est ainsi considérée comme la Mère de Sanctuaire et des premiers Nephalems. Le nécromancien Rathma est d'ailleurs le fruit de son union avec Inarius.
Lilith est l'antagoniste principal du jeu Diablo IV.